# Jacob Toorenvliet
Jacob Toorenvliet (Leida, 1635 o 1636 – 1719) è stato un pittore olandese.

## Biografia
Documentato nel 1670 a Roma e a Venezia e dal 1676 al 1679 a Vienna, operò principalmente a Leida, dove nel 1686 era iscritto gilda di San Luca; ne divenne decano nel 1703. Come molti dei pittori dei Paesi Bassi settentrionali, il suo viaggio in Italia non ne influenzò lo stile; continuò infatti a dipingere scene di genere tipicamente olandese, alla maniera precisa e fine di Gerrit Dou e di Mieris.

### Opere
Di seguito una lista delle opere principali:
- Lezione di musica, Rijksmuseum, Amsterdam
- Mercante di selvaggina, Gemäldegalerie Alte Meister,  Dresda
- Donna e uomo che bevono, Musée des Beaux-Arts, Bordeaux
- Venditore di pesce, Collezione privata

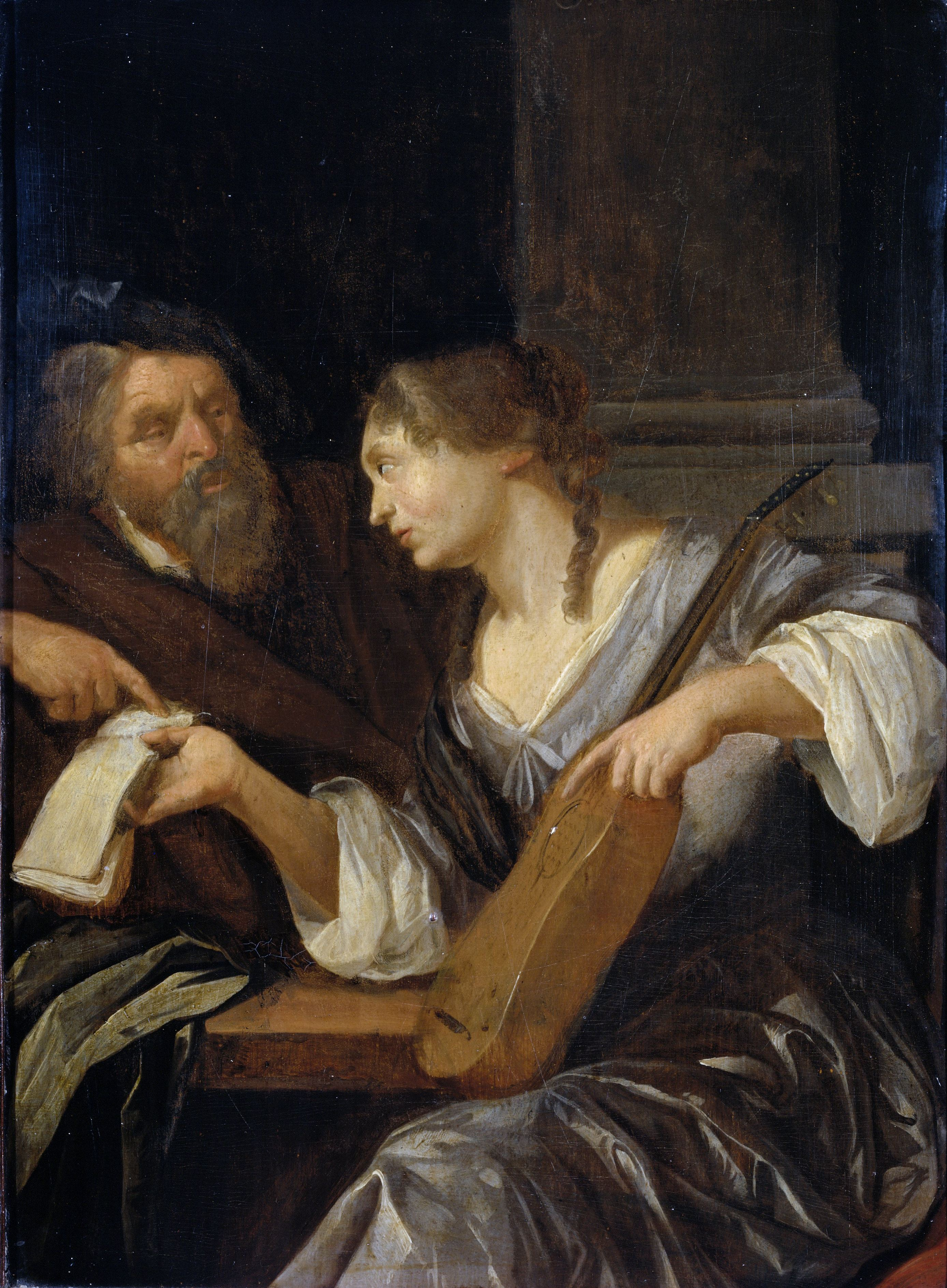
Lezione di musica, Rijksmuseum, Amsterdam
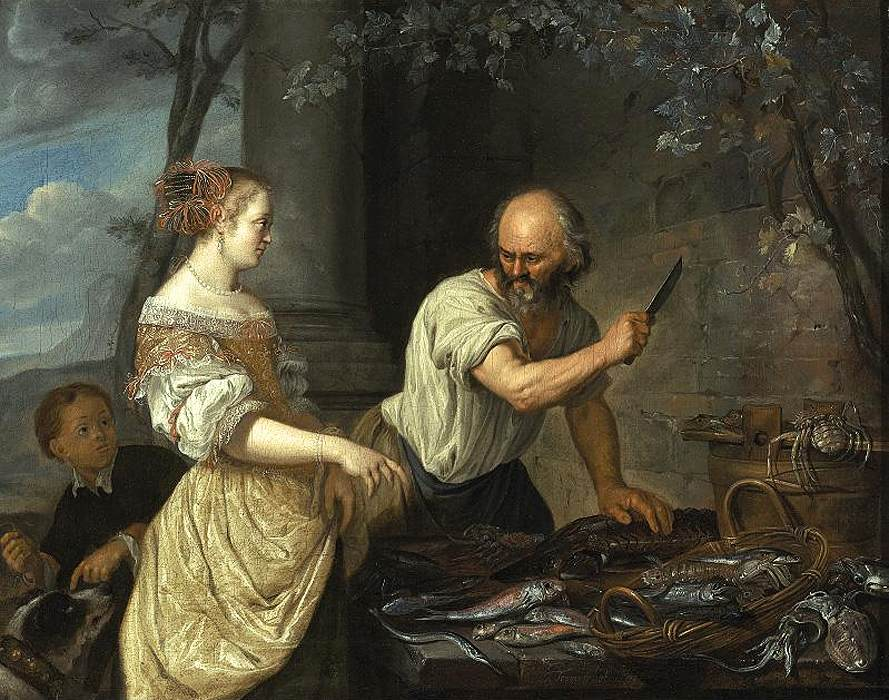
Venditore di pesce, Collezione privata
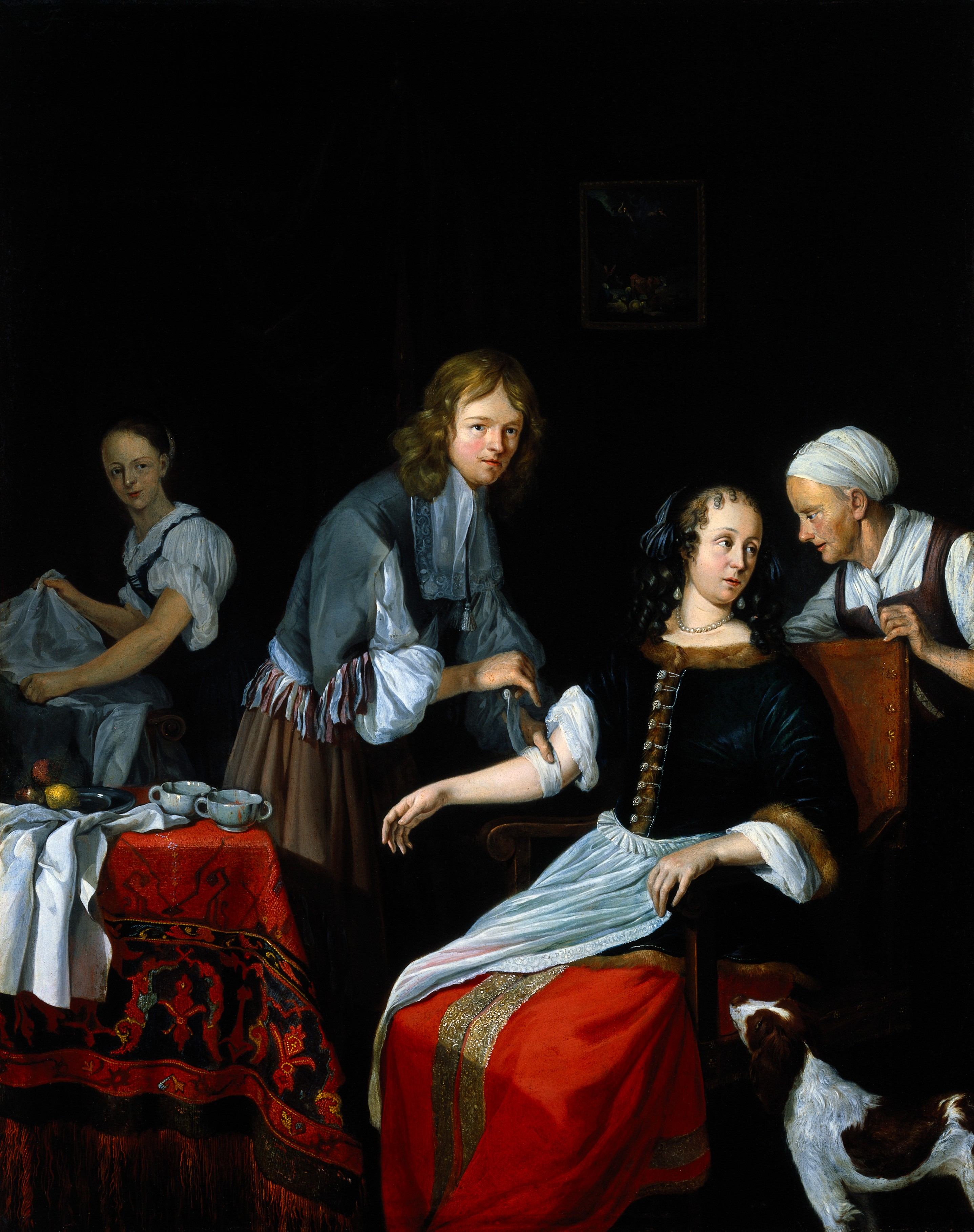
Suturazione del braccio di una donna ferita